# Koeleria vallesiana
Koeleria vallesiana là một loài thực vật có hoa trong họ Hòa thảo. Loài này được (Honck.) Bertol. ex Schult. mô tả khoa học đầu tiên năm 1824.

## Hình ảnh

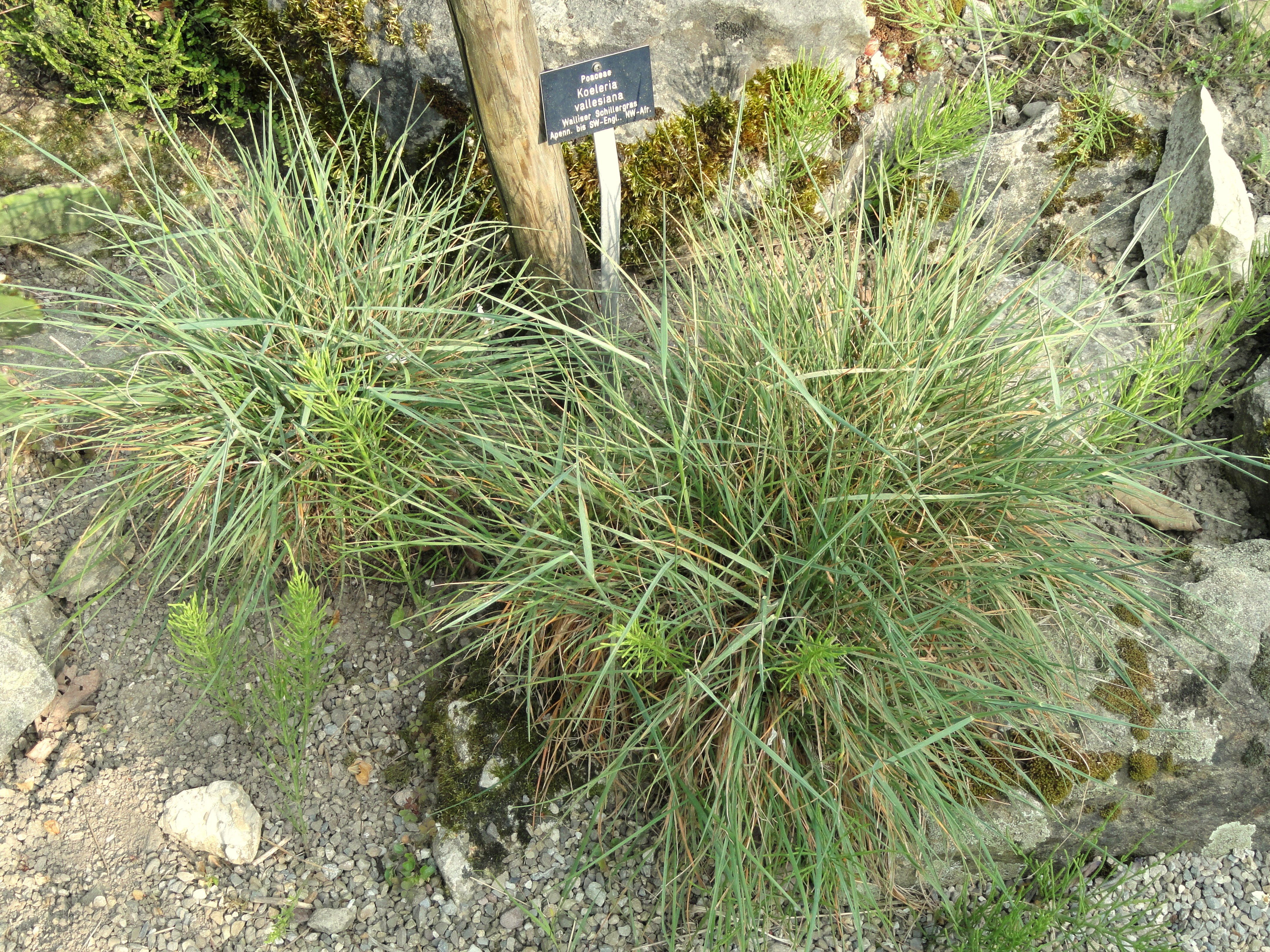
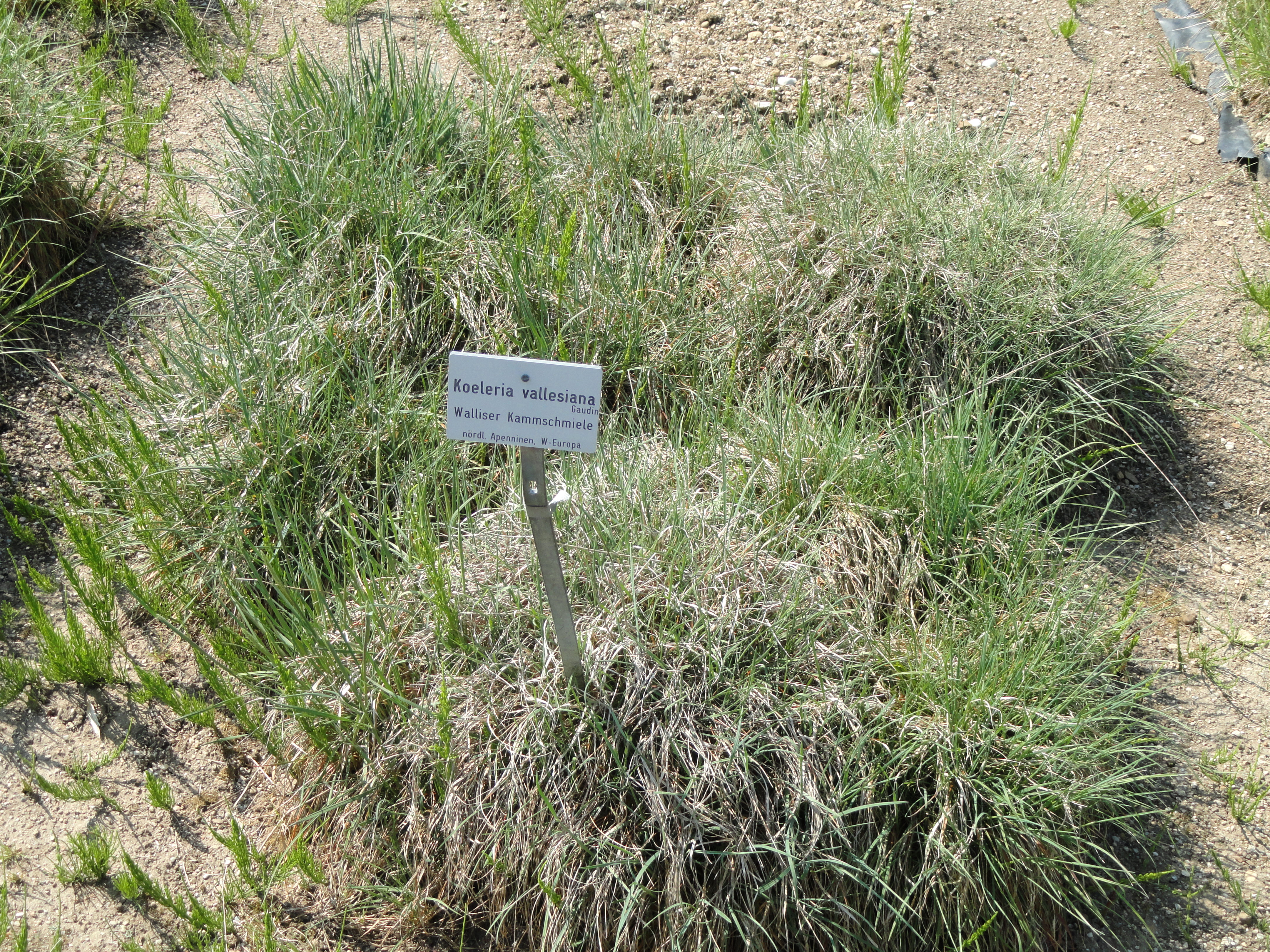